# Wapen van Oostrum

Wapen van Oostrum

Het wapen van Oostrum is het dorpswapen van het Nederlandse dorp Oostrum, in de Friese gemeente Noardeast-Fryslân. Het wapen werd in 1988 geregistreerd.

## Beschrijving
De blazoenering van het wapen luidt als volgt:
In goud een boomstronk van sinopel, aan weerszijde vergezeld van een baksteen van keel.
De heraldische kleuren zijn: goud (goud), sinopel (groen) en keel (rood).

## Symboliek

Gouden veld: overgenomen van het wapen van het geslacht Mellema dat bij Oostrum de Mellema State bewoonde.[3]
- Boomstronk: eveneens ontleend aan het wapen van de familie Mellema.[3]
- Bakstenen: staan symbool voor de in 1968 gesloten steenfabriek van Oostrum.[3]

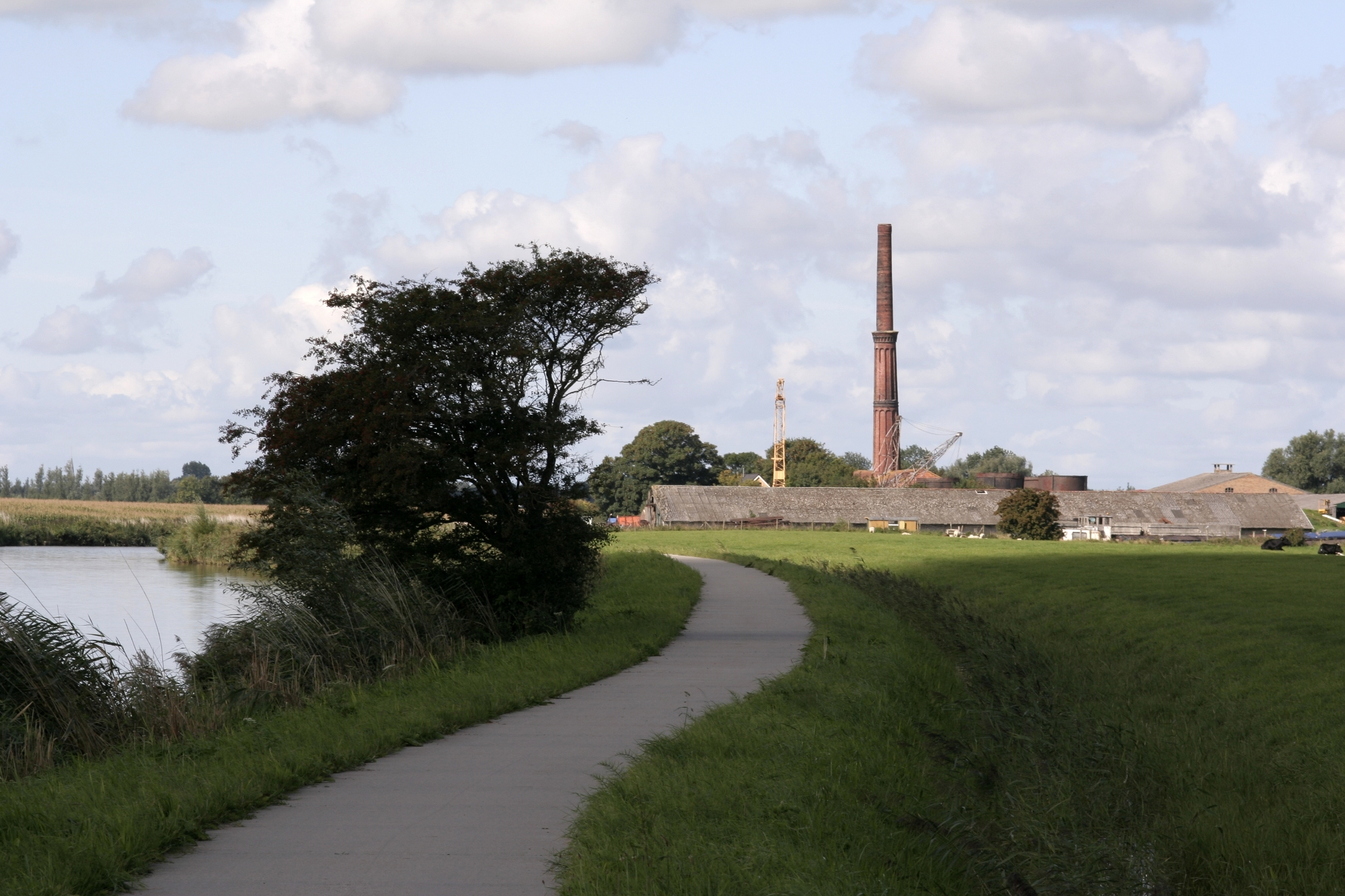
De gesloten steenfabriek van Oosten aan het Dokkumergrootdiep.